# Metamorphosis (Papa-Roach-Album)
Metamorphosis ist das fünfte Major-Label-Album der kalifornischen Rockband Papa Roach. Es erschien am 20. März 2009 und wurde von Jay Baumgardner produziert, welcher auch Papa Roachs erfolgreichstes Album Infest (2000) produziert hatte. Ursprünglich sollte das Album „Days of War, Nights of Love“ heißen. Es erscheint beim Label Interscope Records.

## Informationen
Das Album sollte eigentlich am 26. August 2008 veröffentlicht werden. Die Band entschied sich jedoch dagegen, weil sie „mit einem frischen, neuen Jahr beginnen“ wollte. Aus diesem Grund wurde es am 20. März 2009 veröffentlicht.
Viele der Songs wurden schon live gespielt (Crüe Fest) und dabei meist sehr stark verändert oder angepasst wie Hanging On, I Almost Told You That I Love You oder Change Or Die.
Musikalisch findet sich wie auf dem Vorgängeralbum eine Mischung aus melancholischen und rockigen Songs wieder. Das Video für die Single Hollywood Whore wurde bereits gedreht und soll auf Paris Hilton und Britney Spears anspielen. Das Video für die zweite Single Lifeline ist Ende Februar 2009 erschienen.

## Titeltitel
1. Days of War 1:32
2. Change or Die 3:13
3. Hollywood Whore 3:56
4. I Almost Told You That I Loved You 3:09
5. Lifeline 4:06
6. Had Enough 4:01
7. Live This Down 3:35
8. March Out of the Darkness 4:25
9. Into the Light 3:27
10. Carry Me 4:26
11. Nights of Love 5:18
12. State of Emergency 5:06

## Sonstiges
- Mötley-Crüe-Gitarrist Mick Mars wirkte am Track Into The Light mit.[6][7]
- Der Song Hanging On wurde später in Lifeline umbenannt.[8]
- Days Of War ist ein instrumentaler Titel.
- Lifeline ist als einer der wöchentlich erscheinenden Songs beim Spiel Rockband 2 mit dabei.[9]

## Singles
- Hollywood Whore
- Lifeline
- I Almost Told You That I Loved You
- Had Enough

## Kommerzieller Erfolg

### Chartplatzierungen
| ChartsChartplatzierungen       | Höchstplatzierung | Wochen |
| ------------------------------ | ----------------- | ------ |
| Deutschland (GfK)              | 23 (7 Wo.)        | 7      |
| Österreich (Ö3)                | 12 (9 Wo.)        | 9      |
| Schweiz (IFPI)                 | 21 (7 Wo.)        | 7      |
| Vereinigte Staaten (Billboard) | 8 (25 Wo.)        | 25     |
| Vereinigtes Königreich (OCC)   | 42 (3 Wo.)        | 3      |

| ChartsJahrescharts (2009)      | Platzierung |
| ------------------------------ | ----------- |
| Vereinigte Staaten (Billboard) | 194         |

### Auszeichnungen für Musikverkäufe
| Land/Region                  | Auszeichnungen für Musikverkäufe (Land/Region, Auszeichnung, Verkäufe) | Verkäufe |
| ---------------------------- | ---------------------------------------------------------------------- | -------- |
| Vereinigtes Königreich (BPI) | Silber                                                                 | 60.000   |
| Insgesamt                    | 1× Silber ·                                                            | 60.000   |